# Francesco Cassata
Francesco Cassata est un footballeur italien né le 16 juillet 1997 à Sarzana. Il joue au poste de milieu relayeur au Spezia Calcio, prêté par l'US Sassuolo.

## Biographie

### En club
Il participe à l'UEFA Youth League avec l'équipe des moins de 19 ans de la Juventus. Lors de cette compétition, il inscrit un but sur la pelouse du Borussia Mönchengladbach le 3 novembre 2015.

### En équipe nationale
Avec les moins de 19 ans, il participe au championnat d'Europe des moins de 19 ans en 2016. Lors de cette compétition, il joue quatre matchs. L'Italie s'incline en finale contre l'équipe de France.
Il dispute ensuite avec les moins de 20 ans la Coupe du monde des moins de 20 ans en 2017. Il joue quatre matchs lors de ce mondial, délivrant une passe décisive contre le Japon en phase de groupe. L'Italie se classe troisième du mondial.

## Palmarès

### En club
- Juventus -19 ans
  - Vainqueur du Tournoi de Viareggio en 2016

### En sélection
- Équipe d'Italie des moins de 19 ans
  - Finaliste du Championnat d'Europe des moins de 19 ans en 2016